# Nok hualon
Nok hualon (búlbulo-de-cara-pelada) é uma espécie de ave da família Pycnonotidae.
Endêmica do Laos, é conhecida somente do sistema cárstico nas proximidades de Pha Lom.